# Объединённая команда
Объединённая команда (ОК) — официальное название команды, в которую входили спортсмены государств — бывших республик СССР на зимних и летних Олимпийских и паралимпийских играх 1992 года, а также на официальных международных соревнованиях
Объединённая команда выступала на Играх под Олимпийским флагом, официальной аббревиатурой команды в протоколах соревнований были буквы EUN (от фр. Équipe Unifiée — Объединённая команда). На зимних Играх на церемониях награждения представителей Объединённой команды поднимался Олимпийский флаг, в честь побед звучал Олимпийский гимн; на летних Играх церемония проводилась аналогично в командных соревнованиях, однако на церемониях награждения в личных соревнованиях поднимался государственный флаг страны спортсмена, в честь побед звучал гимн его государства.
В состав Объединённой команды на зимних Играх входили представители Армении, Белоруссии, Казахстана, России, Украины и Узбекистана. В составе сборной по хоккею выступал представитель Литвы. Они завоевали 9 золотых, 6 серебряных и 8 бронзовых медалей и заняли 2-е место в общекомандном зачёте.
Участниками Объединённой команды на летних Играх были 12 государств бывшего СССР. Спортсмены Литвы, Латвии и Эстонии, сформировавших свои национальные сборные, также могли выступать в составе Объединённой команды — так, в составе мужской сборной по баскетболу выступали представители Латвии. Спортсмены ОК завоевали 45 золотых, 38 серебряных и 29 бронзовых медалей, заняв в общекомандном зачёте 1-е место
Неофициально Объединённая команда часто называлась «сборной СНГ», что неточно — Грузия вошла в состав СНГ только в 1993 году (и вышла из СНГ в 2009 году).
После окончания Игр в Барселоне команда прекратила своё существование; уже в конце 1992 года представители государств бывшего СССР выступали самостоятельными командами.

## Государства
| Страна         | Аббревиатура | Зимние Игры | Летние Игры  |
| -------------- | ------------ | ----------- | ------------ |
| Азербайджан    | AZE          | —           | Все 12 стран |
| Армения        | ARM          | зелёная ✓   | Все 12 стран |
| Беларусь       | BLR          | зелёная ✓   | Все 12 стран |
| Грузия         | GEO          | —           | Все 12 стран |
| / Казахстан    | KAZ          | зелёная ✓   | Все 12 стран |
| / Кыргызстан   | KGZ          | —           | Все 12 стран |
| Молдова        | MDA          | —           | Все 12 стран |
| Россия         | RUS          | зелёная ✓   | Все 12 стран |
| Таджикистан    | TJK          | —           | Все 12 стран |
| / Туркменистан | TKM          | —           | Все 12 стран |
| Украина        | UKR          | зелёная ✓   | Все 12 стран |
| Узбекистан     | UZB          | зелёная ✓   | Все 12 стран |

## Медали

### Медали назимних Играх
| Спорт            | Золото | Серебро | Бронза | Всего |
| ---------------- | ------ | ------- | ------ | ----- |
| Лыжные гонки     | 3      | 2       | 4      | 9     |
| Фигурное катание | 3      | 1       | 1      | 5     |
| Биатлон          | 2      | 2       | 2      | 6     |
| Хоккей           | 1      | 0       | 0      | 1     |
| Фристайл         | 0      | 1       | 0      | 1     |
| Шорт-трек        | 0      | 0       | 1      | 1     |
| Всего            | 9      | 6       | 8      | 23    |

### Медали налетних Играх
| Спорт                       | Золото | Серебро | Бронза | Всего |
| --------------------------- | ------ | ------- | ------ | ----- |
| Спортивная гимнастика       | 9      | 5       | 4      | 18    |
| Лёгкая атлетика             | 7      | 11      | 3      | 21    |
| Борьба                      | 6      | 5       | 5      | 16    |
| Плавание                    | 6      | 3       | 1      | 10    |
| Тяжёлая атлетика            | 5      | 4       | 0      | 9     |
| Стрельба                    | 5      | 2       | 1      | 8     |
| Дзюдо                       | 2      | 0       | 2      | 4     |
| Фехтование                  | 1      | 2       | 2      | 5     |
| Гребля на байдарках и каноэ | 1      | 1       | 0      | 2     |
| Гандбол                     | 1      | 0       | 1      | 2     |
| Художественная гимнастика   | 1      | 0       | 1      | 2     |
| Баскетбол                   | 1      | 0       | 0      | 1     |
| Прыжки в воду               | 0      | 2       | 1      | 3     |
| Бокс                        | 0      | 1       | 1      | 2     |
| Современное пятиборье       | 0      | 1       | 1      | 2     |
| Волейбол                    | 0      | 1       | 0      | 1     |
| Теннис                      | 0      | 0       | 2      | 2     |
| Стрельба из лука            | 0      | 0       | 2      | 2     |
| Академическая гребля        | 0      | 0       | 1      | 1     |
| Водное поло                 | 0      | 0       | 1      | 1     |
| Всего                       | 45     | 38      | 29     | 112   |